# Жінки в наркобізнесі США
У Сполучених Штатах Америки жінки становлять приблизно чверть всіх заарештованих. З 1960 року загальна кількість арештів скоротилася, але жінок стали частіше заарештовувати за злочини, пов'язані з наркотиками. Американський кримінолог Даррелл Джон Стеффенсмайєр стверджує, що це пов'язано з тим, що правоохоронці стали частіше заарештовувати за дрібні злочини, більшу частину з яких вчиняють жінки. У 2004 році досліджено, що більшість правопорушниць є бідними, малоосвіченими та є частково зайнятими, що зменшує їхні шанси відмовитися від злочинної діяльності та збільшує ризик рецидиву після виходу з в'язниці.

## Жінки та війна з наркоманією
Наприкінці 1960-х рекреаційне вживання наркотиків (не пов’язане з медичними показаннями) середнім класом стає популярним. Це було пов’язано з контркультурними рухами, соціальними і політичними хвилюваннями. У 1970 році Конгрес ухвалив Закон про контрольовані речовини, який регулював і карав вживання наркотиків відповідно до п'яти різних «списків». Кожен наркотик внесений до того чи іншого «Списку». Кожному списку передбачені різні рівні покарань за вживання, зберігання або розповсюдження наркотику: у «Списку I» були найсуворіші покарання, а в «Списку V» - м'які.
Війна з наркотиками та громадські антинаркотичні настрої досягли піку, коли Рональд Рейган став президентом у 1981 році, а перша леді Ненсі Рейган розпочала антинаркотичну кампанію «Просто скажи «ні», орієнтовану на дітей та підлітків. Водночас поява креку в Нью-Йорку посилила політичний опір громадськості вживанню наркотиків. Рейган також підписав у 1986 році Закон про боротьбу зі зловживанням наркотиків, у якому визначено обов'язкові мінімальні покарання.
Даррелл Стеффенсмайєр у 2008 році та дослідниця Дана Бріттон у 2011 році дійшли висновку, що війна з наркоманією справила непропорційно великий вплив на жінок.
Барбара Блум, Барбара Оуен, Стефані Ковінгтон (експертки з ґендерних питань) у 2004 році заявили, що більшість правопорушниць є бідними, малоосвіченими та є частково зайнятими, що зменшує їхні шанси відмовитися від злочинної діяльності та збільшує ризик рецидиву після виходу з в'язниці.
Близько 60% жінок у в'язницях є матерями неповнолітніх дітей. Поява креку у 1980-х роках співпала з нестримною деіндустріалізацією та зростанням рівня безробіття, крек став популярним наркотиком серед жінок. Журналісти взяли інтерв'ю у групи матерів, які виросли під час цієї «епохи креку» у 1990-х та виявили, що часте вживання наркотиків матерями вплинуло те, що і їхні діти теж пробували наркотики. Крім того, багато жінок зазнавали тиску або самі потрапляли у проституцію, щоб задовольнити «гостру потребу в наркотиках». Автори дослідження виявили, що залежність матерів змушує їх проводити менше часу з сім'ями, руйнуючи зв'язок між матір'ю та дитиною.

## Участь жінок у наркобізнесі

#### Міграція жінок у неформальну економіку
Неформальна економіка включає «всю злочинну діяльність, що приносить дохід». У США це означає, що продаж та споживання наркотиків є частиною неформальної економіки. У всьому світі працюючі жінки частіше працюють у неформальному секторі, частково тому, що офіційний сектор не задовольняє потреби жінок, які мають конкретні особливості, наприклад, право на оплачувану відпустку у зв'язку з вагітністю та пологами.
З 1980-х років дешевий імпорт конкурує з товарами вітчизняного виробництва у США, що призвело до деіндустріалізації, особливо у міських районах. Це спричинило безробіття в офіційному секторі, якому сприяло скорочення соціальної політики. Обидва ці фактори призвели до зростання неформального сектора економіки США, збільшивши кількість жінок, які працюють у ньому. Це і викликало приплив жінок на ринки наркотиків.

#### Жінки на ринку наркотиків
Присутність жінок на ринках наркотиків спонукала соціологів, кримінологів та антропологів обговорити роль жінок на цих ринках. Чи займають вони у наркобізнесі позиції, вільні від ґендерної нерівності основного суспільства, чи сексизм суспільства відтворюється у наркобізнесі? Антрополог Філіп Бургуа стверджує, що присутність жінок на вулицях та ринку креку ілюструє їхню поступову емансипацію від хатньої праці та догляду за дітьми. Вони можуть вільно брати участь у вуличному житті. За словами доктора наук Наташі Дю Роуз, жіноча злочинність та вживання наркотиків зростають у порівнянні з чоловічою через емансипацію жінок. Становище жінок у наркобізнесі є досить високим, і проституція відіграє «незначну» роль в отриманні ними доходів.

#### Гендерна нерівність на наркоринку
Хоча Бургуа в 1989 році заявляв, що жінки можуть вільно брати участь у торгівлі наркотиками тепер, коли вони звільнилися від ролі дружин та матерів, він уточнює, що «традиційні ґендерні відносини все ще керують стратегіями отримання доходу в тіньовій економіці». Соціологи Ліза Махер та Кетлін Дейлі у 1996 році провели етнографічне дослідження жінок на ринку наркотиків Бушвіка у Брукліні. Вони виявили, що на ієрархічному ринку наркотиків жінки займають найнижчі щаблі ринку. «Власники», якими можуть бути лише чоловіки, наймають «менеджерів», які контролюють низку постійних та випадкових «продавців». Ці «продавці», у свою чергу, наймають «бігунів», «керуючих» та «мідяків». «Бігуни», «керуючі», «мідяки» та випадкові «продавці» займають найнижчі позиції на ринку і з найнижчими доходами, і серед них найбільше жінок. На верхніх рівнях ієрархії – лише чоловіки. У цьому дослідженні Махер та Дейлі стверджують, що гендерна нерівність, як і раніше, присутня навіть у неформальній економіці. Єдина зміна, на думку Махер та Дейлі, полягає у зменшенні кількості жінок, які вдаються до допомоги своїх бойфрендів чи чоловіків для продажу наркотиків. Ліза Махер своє дослідження наркобізнесу Бушвіка описує у книзі 1997 року «Секс-робота». 

#### Жіночі стратегії подолання нерівності
Хоча жінки можуть опинитися в невигідному становищі наркобізнесу, вони знаходять способи впоратися з цією нерівністю. У «Секс-роботі» Ліза Махер стверджує, що деякі жінки набувають «крутого» або «божевільного» образу, щоб вижити серед агресивних чоловіків-колег. Жінки можуть використовувати свій імідж як «жіночий», «уразливий» або «невинний», щоб уникнути підозр поліції та успішно продавати наркотики. Вони також можуть використовувати свої «жіночі» соціальні та комунікативні навички, щоб розрядити потенційно небезпечні ситуації. Багато жінок заробляють гроші за рахунок гнучкого поєднання соціального забезпечення, роботи у формальному секторі, проституції та продажу наркотиків.